# Manuel Pedro de Freitas Guimarães
Manuel Pedro de Freitas Guimarães foi governador das armas da Bahia de 10 de fevereiro de 1821 até 19 de fevereiro de 1822. Nomeado brigadeiro e comandante interino da província da Bahia em 10 de fevereiro de 1821 
e feito Governador das Armas da Bahia em 2 de fevereiro de 1822.
Quando os portugueses, liderados por Madeira Melo, tomaram o forte de São Pedro, em 19 de fevereiro de 1822, o prenderam. Nesta mesma investida a Abadessa Joana Angélica foi assassinada por soldados portugueses.